# Teruo Hayashi
Teruo Hayashi (japanisch 林 輝男, Hayashi Teruo; * Oktober 1924 in Nara; † 24. September 2004 in Osaka) war ein japanischer Karate-Meister (10. Dan), Stilgründer des Japan-Karate-Do-Hayashi-Ha-Shitoryu-Kai und Kenshinryu-Kai-Okinawa-Kobudo.

## Biografie
Teruo Hayashi war einer der größten und berühmtesten Meister des modernen Karate. Er war Träger des 10. Dan und Gründer der Stile des Japan-Karate-Do-Hayashi-Ha-Shitoryu-Kai und Kenshin-Ryu-Kai-Okinawa-Kobudo.
Teruo Hayashi trainierte unter anderen berühmten Karate-Großmeistern wie Kosei Kuniba, Seko Higa und Choshin Nagamine sowie den Kobudo-Großmeistern Hohan Soken, Shiken Taira und Nakaima Kenko. In den 1940er-Jahren trainierte er das Mobotu-Ha-Shitoryu-Seishin-Kai. Teruo Hayashi erlernte Karate und Kobudo und viele weitere traditionelle Stile von China, Okinawa und Japan.
Er war über zehn Jahre Vorsitzender der Kampfrichterkommission der WUKO (World Union of Karate Do Organisations).
Hayashi war der Präsident und Gründer des Kenshin-Ryu-Kai-Okinawa-Kobudo und des Japan-Karate-Do-Hayashi-Ha-Shitoryu, Ehrenpräsident des Kampfrichterrates der WUKO, Direktor des FAJKO, einer der obersten Richter der FAJKO und Präsident des direktiven Komitees für die Weiterentwicklung des Karateverbandes in Osaka. Sein internationaler Repräsentant ist Seinosuke Mitsuya.